# Сјенокос
Сјенокос је насељено мјесто у општини Вареш, Босна и Херцеговина.

## Становништво
|             | 2013.       | 1991.        |
| Укупно      | 46 (100,0%) | 116 (100,0%) |
| Хрвати      | 44 (95,65%) | 81 (69,83%)  |
| Срби        | 2 (4,348%)  | 8 (6,897%)   |
| Остали      | –           | 13 (11,21%)  |
| Југословени | –           | 11 (9,483%)  |
| Бошњаци     | –           | 3 (2,586%)1  |

1. 1 На пописима од 1971. до 1991. Бошњаци су пописивани углавном као Муслимани.